# Susie Arioli

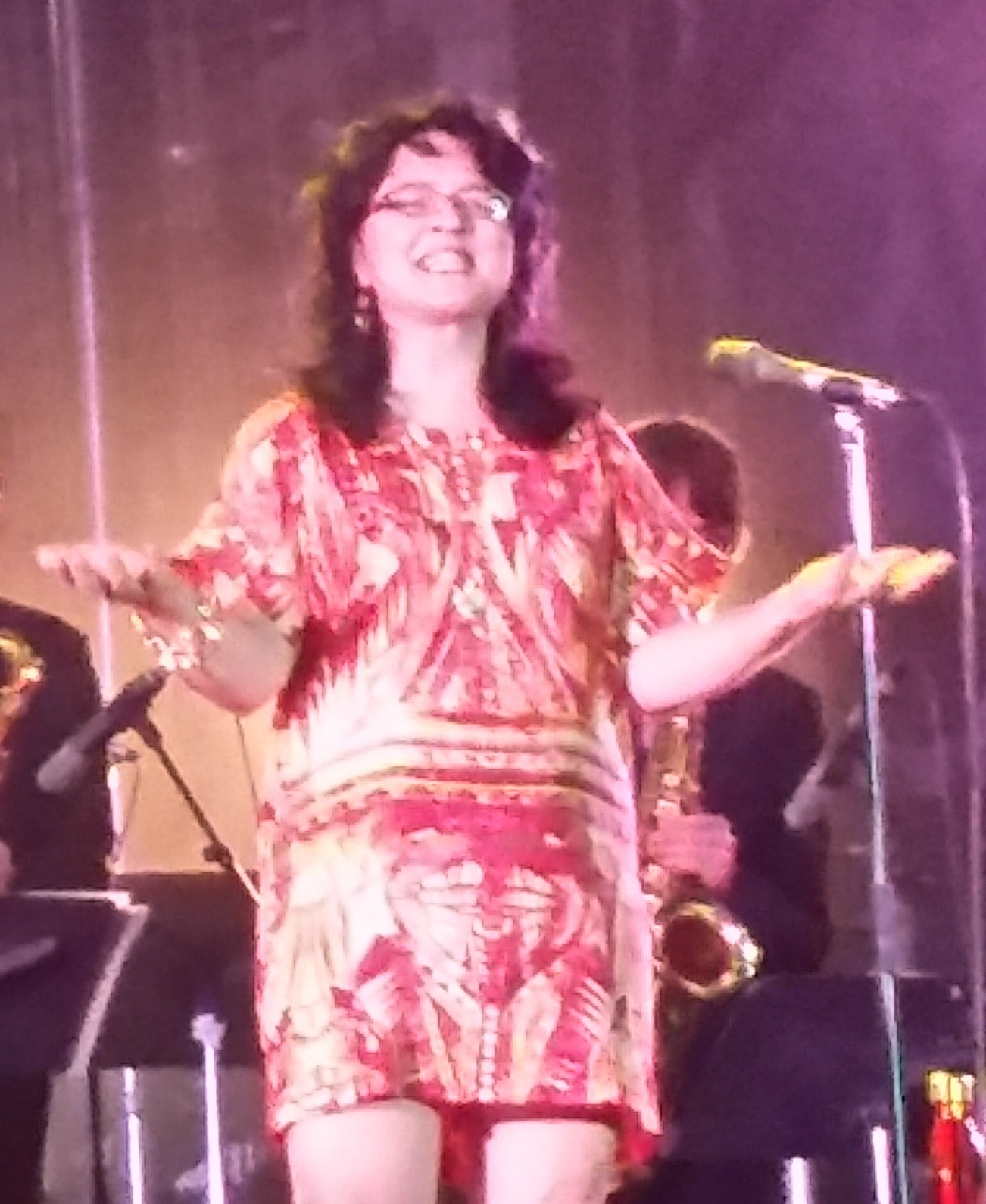

Susie Arioli (Toronto, 19 december 1963) is een Canadese blues- en jazzzangeres uit Montreal. Ze werd drie keer genomineerd voor een Juno Award (2017).

## Loopbaan
Susie Arioli heeft gewerkt in verschillende jazzclubs in Montreal. Na een ontmoeting met de gitarist Jordan Officer op een jamsessie richtten de twee de Susie Arioli Band op. In 1998 werd de band gevraagd op te treden op het Montreal International Jazz Festival, in het voorprogramma van Ray Charles. Het optreden viel goed, ook bij critici, en al snel kon de band een debuutalbum uitbrengen, It’s Wonderful.
Susie Arioli werd meerdere keren genomineerd voor een Juno. Haar tweede album, Pennies from Heaven, was de laatste opname voor jazzpianist Ralph Sutton. Het derde album, That’s for Me, werd geproduceerd door John Snyder. Learn to Smile Again was een uitstapje naar countrymuziek, zes nummers waren van de hand van country-songwriter Roger Miller. Op de plaat erna keerde ze terug naar de jazz, met een verzameling jazzstandards. Op alle platen speelde Jordan Officer mee.
In een artikel in Atlantic Monthly noemde jazzcriticus Francis Davis haar een groot talent.

## Discografie
- It’s Wonderful (Justin Time 2000)
- Pennies from Heaven (Justin Time, 2002)
- That’s for Me (Justin Time, 2004)
- Learn to Smile Again (Justin Time, 2005)
- Live at Montreal International Jazz Festival (Justin Time, 2007)
- Night Lights (Jazzheads, 2008)
- Christmas Dreaming (Spectra, 2010)
- All the Way (Jazzheads, 2012)
- Spring (Spectra, 2015)[4]